# Sclerochilus nasus
Sclerochilus nasus är en kräftdjursart som beskrevs av Benson 1959. Sclerochilus nasus ingår i släktet Sclerochilus och familjen Bythocytheridae. Inga underarter finns listade i Catalogue of Life.